# Flughafen Samjiyŏn

i7
i11
i13
Der Flughafen Samjiyŏn (koreanisch 삼지연비행장, IATA-Code: YJS, ICAO-Code: ZKSE) liegt bei der Stadt Samjiyŏn in der Provinz Ryanggang-do in Nordkorea. Der Flughafen wird zivil und in der Vergangenheit auch militärisch von der Einheit 991 genutzt. Er dient als Tor zum Paektusan, dem höchsten Berg Nordkoreas und aus koreanischer Sicht „heiligen Berg“, der auf geführten Touren besucht wird, und zu den Wintersportgebieten nahe der Grenze zur Volksrepublik China. Seit 2021 laufen Bauarbeiten zur Modernisierung inkl. neuer Gebäude und Landebahn, vor allem für den Tourismus. Ein Anschluss an das Netz der Koreanische Staatsbahn wurde ebenso erstellt.